# Argajaski Okręg Narodowościowy
Argajaski Okręg Narodowościowy (ros. Аргаяшский национальный округ, baszkirski Арғаяш милли округы lub Arƣajaş milli okrugь) – jednostka polityczno-administracyjna w Związku Radzieckim, w składzie Rosyjskiej FSRR, wchodząca w skład obwodu czelabińskiego.
Okręg został utworzony 17 stycznia 1934 r. jako forma autonomii narodowej dla Baszkirów, stanowiących na tych terenach większość ludności. Ośrodkiem administracyjnym okręgu była wieś Argajasz (ros. Аргаяш). Już w 10 miesięcy po utworzeniu, 17 listopada 1934 r. okręg został zlikwidowany w ramach reorganizacji podziału administracyjnego. Argajaski Okręg Narodowościowy był nakrócej funkcjonującą tego typu autonomią w ZSRR.